# Izrael Kanał
Izrael Kanał ps. Mietek – żydowski działacz ruchu oporu w getcie warszawskim. Uczestnik powstania w getcie w 1943.

## Życiorys
Pochodził z Bydgoszczy. Był członkiem organizacji syjonistycznej Akiba. Do Warszawy trafił już w trakcie okupacji niemieckiej i mieszkał przy ul. Nalewki 10.
W getcie służył w Żydowskiej Służbie Porządkowej (SP), kierowanej przez Józefa Szeryńskiego. W 1942 został członkiem konspiracyjnej Żydowskiej Organizacji Bojowej (ŻOB). 
21 sierpnia 1942 dokonał zamachu na Szeryńskiego w jego mieszkaniu przy ul. Nowolipki 10. Zamach był konsekwencją wyroku śmierci wydanego zaocznie na Szeryńskiego przez żydowskie podziemie za kolaborację z Niemcami.
W czasie pierwszej samoobrony getta w styczniu 1943 roku dowodził walką na terenie szopu Fritza Schultza.
Podczas powstania w getcie w kwietniu 1943 był dowódcą bojowców ŻOB w getcie centralnym. 10 maja 1943 r., wraz z grupą żydowskich bojowców przedostał się kanałami na ulicę Prostą i został ewakuowany poza mury getta. Aresztowany przez hitlerowców zginął prawdopodobnie w KL Auschwitz-Birkenau w 1943.

## Upamiętnienie
- Nazwisko Izraela Kanała widnieje na tablicy pamiątkowej umieszczonej przy pomniku Ewakuacji Bojowników Getta Warszawskiego przy ulicy Prostej 51 w Warszawie.